# تشاينا توباكو

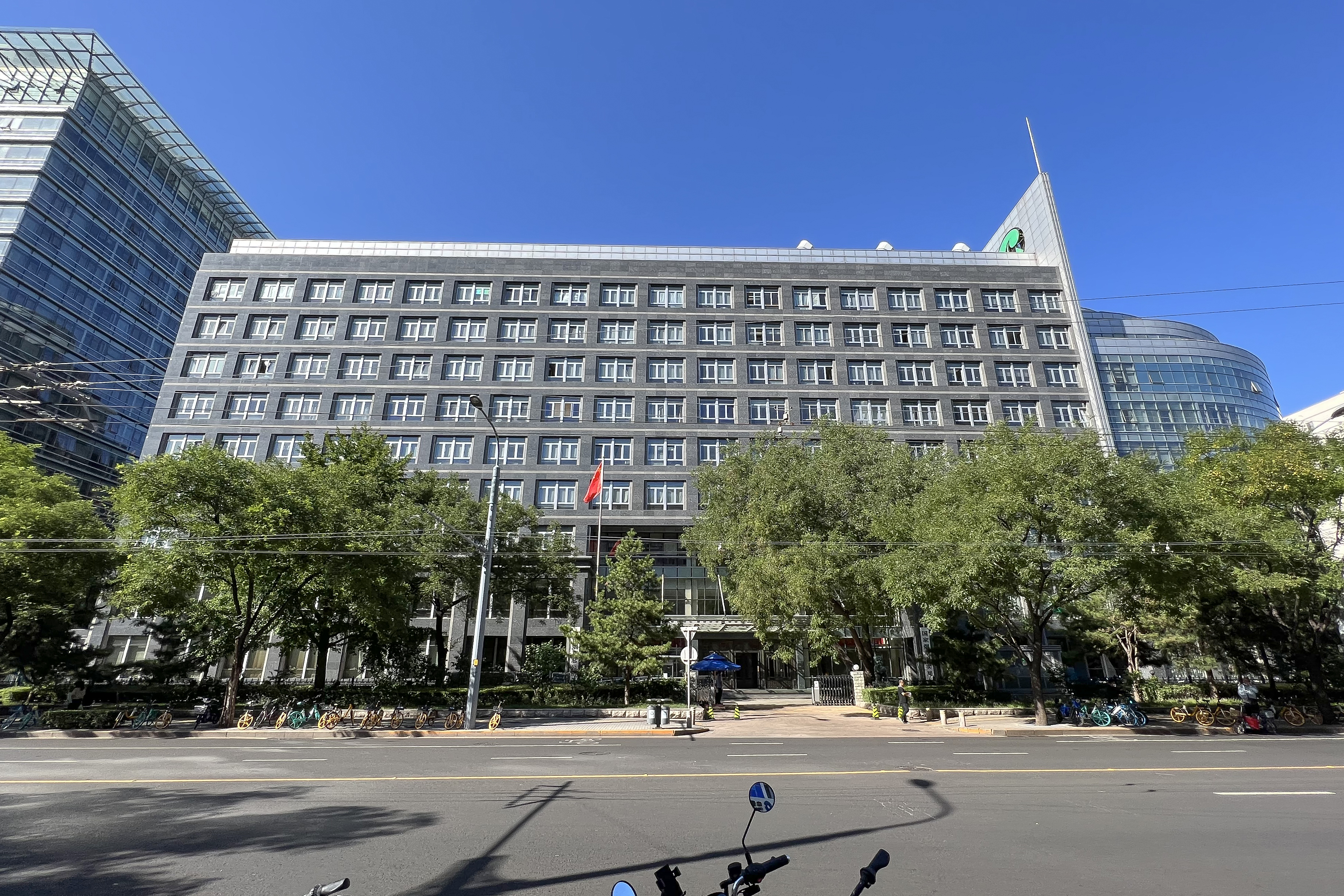
المقر الرئيسي في بكين

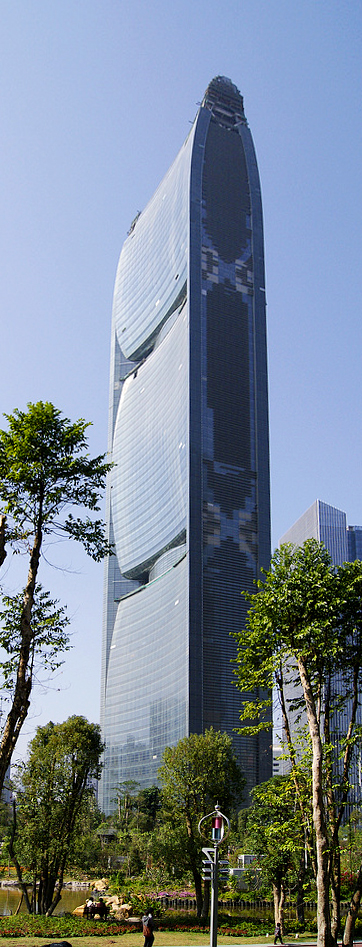
برج نهر اللؤلؤ ، المكتب الجديد في قوانغتشو

شركة التبغ الوطنية الصينية ( المعروفة باسم China Tobacco ، CNTC ) هي شركة تصنيع منتجات التبغ المملوكة للدولة الصينية ، والتي تديرها وزارة الصناعة وتكنولوجيا المعلومات في الصين. وهي تتمتع باحتكار فعلي في الصين، التي تمثل ما يقرب من 40% من إجمالي استهلاك السجائر على مستوى العالم، وهي أكبر شركة مصنعة لمنتجات التبغ على مستوى العالم قياساً بالعائدات. وهي تصدر نسبة صغيرة من إنتاجها، معظمها يتم تصريفها إلى الأسواق الآسيوية. 

## أنظر أيضاً
- التدخين في الصين
- اتفاقية منظمة الصحة العالمية الإطارية بشأن مكافحة التبغ
- قائمة الشركات الصينية